# Muminmamman
Muminmamman är en litterär figur i Tove Janssons berättelser om Mumintrollen, introducerad 1945 i boken Småtrollen och den stora översvämningen.
Muminmamman är gift med Muminpappan, tillsammans föräldrar till Mumintrollet. De två typiska attributen är den svarta handväskan som hon bär på ena armen samt det randiga förklädet. Muminmamman besväras inte av småsaker. Hon symboliserar den lugna källan och kan alltid få Mumintrollet och hans vänner att känna sig trygga, men låter samtidigt Mumintrollet själv upptäcka världen och lära sig av sina misstag. Muminmamman ses oftast göra hushållsarbete men det händer att hon går och plockar snäckor eller täljer barkbåtar när hon vill vara ifred för en stund. I animen har Muminmamman en ljusgul nyans på pälsen, men i böckerna är den vit då mumintroll alltid är vita. Ibland kan hon ses sitta och sticka på något.
I handväskan finns diverse föremål som kan behövas i oväntade situationer, till exempel ståltråd, magpulver och karameller. I Trollkarlens hatt tog figurerna Tofslan och Vifslan väskan som sin sovplats. Muminmamman antog att någon skurk var ansvarig men när Tofslan och Vifslan lämnade tillbaka den då de insåg hur upprörd hon blev, trodde hon att de hade hittat den och man ordnade en stor fest i deras ära.
Muminmammans uppväxt har inte skildrats och är således okänd. I Muminpappans memoarer dyker hon upp först när hon och Muminpappan träffas. (Muminpappan räddar henne från att drunkna.)

## Röster i film och TV
| År      | Film / serie                 | Finsk röst       | Svensk röst      |
| ------- | ---------------------------- | ---------------- | ---------------- |
| 1963    | Mumintrollet                 | Birgitta Ulfsson | Birgitta Ulfsson |
| 1973    | Jul i Mumindalen             | Gerd Hagman      | Gerd Hagman      |
| 1990–91 | I Mumindalen                 | Ulla Tapaninen   | Margit Lindeman  |
| 1992    | Kometen kommer               | Ulla Tapaninen   | Margit Lindeman  |
| 2010    | Mumintrollet och kometjakten | Johanna Viksten  | Maria Sid        |
| 2019–   | Mumindalen                   | Satu Silvo       | Maria Sid        |